# V555 Андромеды
V555 Андромеды (лат. V555 Andromedae) — двойная затменная переменная звезда типа Беты Лиры (EB) в созвездии Андромеды на расстоянии приблизительно 5162 световых лет (около 1583 парсеков) от Солнца. Видимая звёздная величина звезды — от +14,81m до +14,35m. Орбитальный период — около 0,7168 суток (17,203 часов).

## Характеристики
Первый компонент — жёлтая звезда спектрального класса G-F. Радиус — около 1,84 солнечного, светимость — около 3,841 солнечных. Эффективная температура — около 5961 K.
Второй компонент — жёлтая звезда спектрального класса G-F.